# Новая Гнилица
Новая Гнилица (укр. Нова Гнилиця) — село, Чкаловский поселковый совет, Чугуевский район, Харьковская область.
Код КОАТУУ — 6325456704. Население по переписи 2001 года составляет 450 (194/256 м/ж) человек.

## Географическое положение
Село находится на левом берегу реки Гнилица, недалеко от её истоков. Рядом с селом расположено Авангардовское водохранилище.
Выше по течению на расстоянии в 1 км расположен пгт Чкаловское, ниже по течению примыкает село Граково. Село состоит из двух частей разнесённых на 2 км. На реке несколько запруд. Рядом проходит автомобильная дорога М-03, на расстоянии в 2 км расположена железнодорожная станция Граково.

## История
- 1758 — дата основания.

## Экономика
- Молочно-товарная ферма.

## Объекты социальной сферы
- Школа.

## Достопримечательности
- Братская могила советских воинов. Похоронено 35 воинов.